# Hiletaksar
Hiletaksar (en népalais : हिलेटक्सार) est un comité de développement villageois du Népal situé dans le district de Lamjung. Au recensement de 2011, il comptait 1 679 habitants.